# Abacena
Abacena é um gênero de traça pertencente à família Arctiidae.

## Espécies
- Abacena accincta Felder and Rogenhofer, 1874
- Abacena discalis Walker, 1865 (syn: Abacena palliceps Felder & Rogenhofer, 1874)
- Abacena rectilinea Hampson, 1918